# Biffontaine
Biffontaine è un comune francese di 447 abitanti situato nel dipartimento dei Vosgi nella regione del Grand Est.

## Società

### Evoluzione demografica
Abitanti censiti